# オウサマゲンゴロウ
オウサマゲンゴロウ（Bifurcitus ducalis、旧学名:Megadytes ducalis）は、コウチュウ目オサムシ亜目ゲンゴロウ科Bifurcitus属に分類される水生昆虫の一種。

## 形態
体長は47mmに達し、現生種の中で最大種であるオウサマゲンゴロウモドキよりも圧倒的に大きい。
オスとメスは似ているが、メスは背面に条線がなく光沢があり、前足根板と中足節Iの腹面の黄色い剛毛がない。

## 生息地
フランス国立自然史博物館に所蔵されている標本のラベルにはすべてブラジルのバイーア州南部のサント・アントニオ・ダ・バーラ（現在の名称はコンデウバ）と書かれており、この種はブラジルのサバンナまたはセラードのより湿潤な地域に限定して分布している可能性があると指摘されている。

## 歴史
本種の最初の標本は19世紀にブラジルの未知の産地から収集され、ロンドン自然史博物館に保管されている。アマゾンのカヌーの底で発見されたと言われている。
最近まで、この種は19世紀にブラジルで収集された単一の標本からのみ知られていたが、 2019年には、フランス国立自然史博物館で偶然発見された、19世紀後半に収集された10個の本種の追加標本（最初のメスを含む）が報告された。
最近の記録がないため、1994年に絶滅宣言が出されている。ブラジルでのゲンゴロウの研究は限られているためまだ本種は生き残っている可能性もあるが、生息地の喪失により深刻な脅威にさらされている可能性が高い。